# Giulio Vergari
Giulio Vergari, o Giulio da Amandola (1480 circa – 1540 circa), è stato un pittore italiano.

## Biografia
Non sono reperibili i dati anagrafici dell'artista, ma che fosse già emancipato e autonomo nel 1502 avendo ricevuto un pagamento di 60 soldi da parte dei sindaci di Amandola per la realizzazione dello stemma del Carinal Legato, fa considerare la sua nascita verso il 1480. 
Mancando qualsiasi notizia circa i suoi inizi artistici, risulta difficile ricostruire le tappe del suo apprendistato.La critica moderna allarga la sua sfera di conoscenze alla pittura del Perugino, Signorelli, alla pittura veneto-ferrarese ma filtrata attraverso il Crivelli, a Cola d'Amatrice.Questo in relazione alle sue opere e soprattutto ai temi trattati: i quindici Misteri del Rosario di Bolognola, del 1518, rappresenta un lavoro anticipatore per quanto riguarda la tematica, se pensiamo che lo stesso venne trattato dal Lotto solo nel 1539.  Altro tema è quello agostiniano del Soccorso con la tela eseguita nel 1521 e commissionata per la chiesa di S. Giovanni Battista di Mntemonaco.Iltema soccorrista raggiunge un'ampia diffusione fra il 1480 ed il 1540 e ad Amandola venne importato dopo la predicazione di fra' Silvestro da città S. Angelo. Il ritrovamento, poi, della tavola di Stoccarda da parte del critico fermano Luigi Dania ha aperto ulteriori scenari per la comprensione dell'arte di Giulio, soprattutto in relazione ai suoi evidenti ma mai documentati rapporti con Cola D'Amatrice. Il confronto col la pala di Funti dell'amatriciano suggerisce addirittura un riuso dei cartoni. L'affresco, attribuito di S. Ginesio, ma quì anche la documentazione, ci conferma la partecipazione di Giulio alla bottega del Lotto.
L'artista fu tra i primi alunni di Lorenzo Lotto. Dalle precise disposizioni testamentarie risulta che tre suoi alunni furono incaricati di disporre e conservare prove, abbozzi e disegni dopo la sua morte: Francesco Bonetti di Bergamo, Pietro di Giovanni veneziano e il Vergani marchigiano, toccando quindi le tre città dove aveva lavorato.
L'archivio cittadino di Amandola testimonia la sua carica di Priore per alcuni bienni e quello di Difensore della giustizia dal 1540 al 1545. La stessa amministrazione lo incaricò dell'esecuzione di diverse opere, questo porta a considerare che l'artista si allontanerà poco dalla cittadina marchigiana. Nel 1524 sposò Paola Viziati che gli diede due figli, Vitruccio e Castoria. Rimasto vedovo sposò in secondo nozze Andreina Cucchiaroni che gli diede una figlia, Trifonia. Proseguirà il lavoro della bottega il figlio Vitruccio, che aveva collaborato al lavoro del padre, ad Ascoli Piceno dove fu incaricato della realizzazione di alcuni tabernacoli.
La sua morte avvenne tra il marzo del 1549 e l'agosto del 1550.

## Opere
```
certe 
[
2
]
:
```

- Madonna del Rosario commissionatagli dalla confraternita del Rosario della chiesa di san Michele a Bolognola firmato JULIUS DE AMLA-MDXIX,
- Madonna del soccorso Chiesa di San Battista di Montemonaco datata 1521, dove oltre alla firma viene anche indicata la famiglia Garulli committente della tela,
- Madonna col Bambino tra i santi Pietro, Paolo e l'annunziazione esposto a Stoccarda alla Galleria statale[3],

Opere attribuite:
- Madonna del soccorso , Pinacoteca di Montefortino
- affresco per la chiesa dei Santi Tommaso e Barnaba di San Ginesio con la raffigurazione di san Antonio da Padova e san Vito,
- Madonna in trono col Bambino per la chiesa di santa Maria delle Scalelle di Montefalcone.
- Madonna col Bambino per la chiesa dei santi Filippo e Giacomo conservata nella pinacoteca di Ripatransone.